# Grand Prix Itálie 2016
Grand Prix Itálie 2016 (oficiálně Formula 1 Gran Premio Heineken d'Italia 2016) se jela na okruhu Autodromo Nazionale Monza v Monze v Itálii dne 4. září 2016. Závod byl čtrnáctým v pořadí v sezóně 2016 šampionátu Formule 1.

## Kvalifikace
| Poř.                       | No. | Jezdec            | Konstruktér               | Časy v kvalifikaci | Časy v kvalifikaci | Časy v kvalifikaci | Pořadí na startu |
| Poř.                       | No. | Jezdec            | Konstruktér               | Q1                 | Q2                 | Q3                 | Pořadí na startu |
| -------------------------- | --- | ----------------- | ------------------------- | ------------------ | ------------------ | ------------------ | ---------------- |
| 1                          | 44  | Lewis Hamilton    | Mercedes                  | 1:21.854           | 1:21.498           | 1:21.135           | 1                |
| 2                          | 6   | Nico Rosberg      | Mercedes                  | 1:22.497           | 1:21.809           | 1:21.613           | 2                |
| 3                          | 5   | Sebastian Vettel  | Ferrari                   | 1:23.077           | 1:22.275           | 1:21.972           | 3                |
| 4                          | 7   | Kimi Räikkönen    | Ferrari                   | 1:23.217           | 1:22.568           | 1:22.065           | 4                |
| 5                          | 77  | Valtteri Bottas   | Williams-Mercedes         | 1:23.264           | 1:22.499           | 1:22.388           | 5                |
| 6                          | 3   | Daniel Ricciardo  | Red Bull Racing-TAG Heuer | 1:23.158           | 1:22.638           | 1:22.389           | 6                |
| 7                          | 33  | Max Verstappen    | Red Bull Racing-TAG Heuer | 1:23.229           | 1:22.857           | 1:22.411           | 7                |
| 8                          | 11  | Sergio Pérez      | Force India-Mercedes      | 1:23.439           | 1:22.922           | 1:22.814           | 8                |
| 9                          | 27  | Nico Hülkenberg   | Force India-Mercedes      | 1:23.259           | 1:22.951           | 1:22.836           | 9                |
| 10                         | 21  | Esteban Gutiérrez | Haas-Ferrari              | 1:23.386           | 1:22.856           | 1:23.184           | 10               |
| 11                         | 19  | Felipe Massa      | Williams-Mercedes         | 1:23.489           | 1:22.967           |                    | 11               |
| 12                         | 8   | Romain Grosjean   | Haas-Ferrari              | 1:23.421           | 1:23.092           |                    | 17               |
| 13                         | 14  | Fernando Alonso   | McLaren-Honda             | 1:23.783           | 1:23.273           |                    | 12               |
| 14                         | 94  | Pascal Wehrlein   | MRT-Mercedes              | 1:23.760           | 1:23.315           |                    | 13               |
| 15                         | 22  | Jenson Button     | McLaren-Honda             | 1:23.666           | 1:23.399           |                    | 14               |
| 16                         | 55  | Carlos Sainz Jr.  | Toro Rosso-Ferrari        | 1:23.661           | 1:23.496           |                    | 15               |
| 17                         | 26  | Daniil Kvjat      | Toro Rosso-Ferrari        | 1:23.825           |                    |                    | 16               |
| 18                         | 12  | Felipe Nasr       | Sauber-Ferrari            | 1:23.956           |                    |                    | 18               |
| 19                         | 9   | Marcus Ericsson   | Sauber-Ferrari            | 1:24.087           |                    |                    | 19               |
| 20                         | 30  | Jolyon Palmer     | Renault                   | 1:24.230           |                    |                    | 20               |
| 21                         | 20  | Kevin Magnussen   | Renault                   | 1:24.436           |                    |                    | 21               |
| 107% času vítěze: 1:27.583 |     |                   |                           |                    |                    |                    |                  |
| –                          | 31  | Esteban Ocon      | MRT-Mercedes              | Bez času           |                    |                    | 22               |
| Zdroj:                     |     |                   |                           |                    |                    |                    |                  |

Poznámky
1. 1 2  Romain Grosjean a Esteban Ocon obdrželi trest posunu o 5 míst vzad za neplánovanou výměnu převodovky.
2. ↑  Esteban Ocon nezaznamenal čas, kterým by se kvalifikoval ve 107 % času vítěze. Start mu byl povolen sportovními komisaři.

## Závod
| Poř.   | No. | Jezdec            | Konstruktér               | Počet kol | Čas/Odstoupení      | Pořadí na startu | Body |
| ------ | --- | ----------------- | ------------------------- | --------- | ------------------- | ---------------- | ---- |
| 1      | 6   | Nico Rosberg      | Mercedes                  | 53        | 1:17:28.089         | 2                | 25   |
| 2      | 44  | Lewis Hamilton    | Mercedes                  | 53        | +15.070             | 1                | 18   |
| 3      | 5   | Sebastian Vettel  | Ferrari                   | 53        | +20.990             | 3                | 15   |
| 4      | 7   | Kimi Räikkönen    | Ferrari                   | 53        | +27.561             | 4                | 12   |
| 5      | 3   | Daniel Ricciardo  | Red Bull Racing-TAG Heuer | 53        | +45.295             | 6                | 10   |
| 6      | 77  | Valtteri Bottas   | Williams-Mercedes         | 53        | +51.015             | 5                | 8    |
| 7      | 33  | Max Verstappen    | Red Bull Racing-TAG Heuer | 53        | +54.236             | 7                | 6    |
| 8      | 11  | Sergio Pérez      | Force India-Mercedes      | 53        | +1:04.954           | 8                | 4    |
| 9      | 19  | Felipe Massa      | Williams-Mercedes         | 53        | +1.05.617           | 11               | 2    |
| 10     | 27  | Nico Hülkenberg   | Force India-Mercedes      | 53        | +1:18.656           | 9                | 1    |
| 11     | 8   | Romain Grosjean   | Haas-Ferrari              | 52        | +1 kolo             | 17               |      |
| 12     | 22  | Jenson Button     | McLaren-Honda             | 52        | +1 kolo             | 14               |      |
| 13     | 21  | Esteban Gutiérrez | Haas-Ferrari              | 52        | +1 kolo             | 10               |      |
| 14     | 14  | Fernando Alonso   | McLaren-Honda             | 52        | +1 kolo             | 12               |      |
| 15     | 55  | Carlos Sainz Jr.  | Toro Rosso-Ferrari        | 52        | +1 kolo             | 15               |      |
| 16     | 9   | Marcus Ericsson   | Sauber-Ferrari            | 52        | +1 kolo             | 19               |      |
| 17     | 20  | Kevin Magnussen   | Renault                   | 52        | +1 kolo             | 21               |      |
| 18     | 31  | Esteban Ocon      | MRT-Mercedes              | 51        | +2 kola             | 22               |      |
| Ret    | 26  | Daniil Kvjat      | Toro Rosso-Ferrari        | 36        | Baterie             | 16               |      |
| Ret    | 94  | Pascal Wehrlein   | MRT-Mercedes              | 26        | Únik oleje          | 13               |      |
| Ret    | 30  | Jolyon Palmer     | Renault                   | 7         | Poškození po kolizi | 20               |      |
| Ret2   | 12  | Felipe Nasr       | Sauber-Ferrari            | 6         | Poškození po kolizi | 18               |      |
| Zdroj: |     |                   |                           |           |                     |                  |      |

Poznámky
1. ↑  Daniil Kvjat obdržel penalizaci 5 sekund za přejetí čáry při vyjíždění z boxové uličky.
2. ↑  Felipe Nasr obdržel penalizaci 10 sekund za zavinění kolize s Jolyonem Palmerem.

## Průběžné pořadí po závodě
Pohár jezdců
|  | Pořadí | Jezdec           | Body |
|  | ------ | ---------------- | ---- |
|  | 1      | Lewis Hamilton   | 250  |
|  | 2      | Nico Rosberg     | 248  |
|  | 3      | Daniel Ricciardo | 161  |
|  | 4      | Sebastian Vettel | 143  |
|  | 5      | Kimi Räikkönen   | 136  |

Pohár konstruktérů
|   | Pořadí | Konstruktér               | Body |
| - | ------ | ------------------------- | ---- |
|   | 1      | Mercedes                  | 498  |
|   | 2      | Red Bull Racing-TAG Heuer | 290  |
|   | 3      | Ferrari                   | 279  |
| 1 | 4      | Williams-Mercedes         | 111  |
| 1 | 5      | Force India-Mercedes      | 108  |